# 李谘
李谘（?—?），字仲询，北宋大臣，唐太宗第三子吴王李恪曾孙赵国公李峘的后裔。李峘贬死袁州，于是居住在新喻，于是为新喻（今江西省新余市）人。
李谘年轻时有卓越性情，其父李文捷将他母亲赶出家门，李谘日夜号泣，饮食不入口，父亲可怜他召回其母，于是以孝闻名。举进士，宋真宗顾视左右：“这是能安定和睦父母的人。”擢升为第三名，担任大理评事、通判舒州，召试中书，为太子中允、直集贤院。历任三司、开封府判官，再升迁为左正言，出为淮南转运副使。帝幸亳，以劳，迁尚书礼部员外郎。当时江南饥荒，转任江东转运副使，为度支判官。擢升为知制诰，寇准多次改动李谘所拟制书，李谘不高兴，以父留在乡里请外任，于是出知荆南。当时翰林学士阙任，宰相拟用其他官员，宋真宗说：“不如李谘。”于是李谘为学士。
宋仁宗即位，李谘被超迁为本曹郎中、权知开封府，几个月后，权三司使，拜为右谏议大夫。曾经向两宫奏事：“天下赋调有一定数目，现在西北停战近二十年，而边费如故。戍兵虽不可裁减，不必要的费用都应该裁减。”于是诏命李谘与御史中丞刘筠等一起商议冗费问题，以景德年间比较天禧年间，统计所减得到十分之三之上。
当时陕西沿边多次说军粮不足，度支国库的钱不足支付月俸，章献太后心忧，命吕夷简、鲁宗道、张士逊与李谘等人筹划此事。李谘说：“旧法商人入粮边州，算茶与犀象、缗钱，为虚实三估，出钱十四文，坐得三司钱百文。”李谘请变法以实钱买入粮食，实钱买茶，三者不得互相为轻重。实行后，商人果然失去厚利，民怨四起。李谘因病改任地方，改枢密直学士、知洪州。数月後，而御史台鞫吏王举、句献偏私商人，多请慈州矾，计算茶法不折虚费钱，妄称增税赋百万缗，以图恩赏。李谘因为不察夺职。
很久後，进升为给事中、知杭州，恢复枢密直学士、知永兴军。官员子弟恃恩荫无赖，李谘杖责他们，境内秩序井然。还京，勾当三班院，因为推举官员降为左谏议大夫。权三司使事，当年，宫中失火，仓卒营造，应办周全。
明道二年（1033年）李谘进任尚书礼部侍郎，拜枢密副使。数月後，父亲去世，起复，转任户部侍郎、知谏院事。当时榷茶法败坏，于是诏命李谘、蔡齐等更议定。李谘以从前因为变法获罪，固辞，皇帝不许。于是再用李谘所变之法。死后赠右仆射，谥宪成。
李谘性情明辨，通晓世务，处理繁琐事务，好像闲暇，属吏不敢骗他。他在枢府，专门主持革除滥赏，抑制侥幸，人们以他为称职。没有儿子，以族子为后嗣。

## 延伸阅读
[在维基数据编辑]
 《宋史·卷292》，出自脱脱《宋史》